# Mount Apo
Mount Apo je veliki solfatarski, potencijalno aktivni stratovulkan na otoku Mindanao, Filipini. S visine od 2954 metara to je najviša planina u zemlji. Vulkan ima tri vrha, a u vulkanskom krateru se nalazi malo kratersko jezero. Datum najnovije erupcije nije poznat.
Vulkan je jedna od najpopularnijih destinacija za penjanje na Filipinima, za to je u prosjeku potrebno dva dana. Prvi zabilježeni uspon izvela je 10. listopada 1880. skupina na čelu s Joaquinom Rajalom, kasnijim španjolski guvernerom Davaoa.
Dana 9. svibnja 1936. Mount Apo je proglašen nacionalnim parkom odlukom tadašnjeg predsjednik Manuela L. Quezona. Državnim aktom od 3. veljače 2004. Mount Apo proglašen je zaštićenim područjem u kategoriji parka prirode s površinom od 54974,87 hektara, s dva rubna područja koja predstavljaju tampon zonu od 2571,73 hektara i 6506,40 hektara. 
Planina je dom za više od 272 vrsta ptica, od kojih su 111 endemske vrste. Također je dom jednog od najvećih svjetskih orlova, kritično ugroženog filipinskog orla, koji je nacionalna ptica.

## Vanjske poveznice
|  | Zajednički poslužitelj ima još gradiva o temi Mount Apo |